# Țvitne, Oleksandrivka
Țvitne (în ucraineană Цвітне) este localitatea de reședință a comunei Țvitne din raionul Oleksandrivka, regiunea Kirovohrad, Ucraina.

## Demografie
Componența lingvistică a localității Țvitne
     Ucraineană (96,31%)
     Rusă (3,69%)
Conform recensământului din 2001, majoritatea populației localității Țvitne era vorbitoare de ucraineană (96,31%), existând în minoritate și vorbitori de rusă (3,69%).